# Ode (Stravinsky)
Ode is een muziekstuk in drie delen voor symfonieorkest van Igor Stravinsky, geschreven in 1943. 
Stravinksy schreef het stuk in opdracht van de Koussevitzky Foundation die Serge Koussevitzky had opgericht ter nagedachtenis aan zijn vrouw Natalie. Toen Stravinsky de opdracht ontving had bij al een eclogue (herdersdicht) geschreven voor een nog te maken film naar het boek Jane Eyre. “Omdat ik gecharmeerd was door dat boek en gefascineerd was door de Brontë-zusters in het algemeen, componeerde ik een stuk voor een van de jachtscènes.” De film zou echter nooit gemaakt worden. Hij besloot de muziek daarop te gebruiken als interlude tussen het eerste en laatste deel van zijn nieuwe werk ter nagedachtenis van Natalie Koussevitzky. De Eclogue verbindt twee nieuwe delen, een contrapuntische Eulogy een plechtig Epitaph. Hij zou later nog meer stukken schrijven ter nagedachtenis aan overledenen: Rimsky-Korsakov, Debussy, Dylan Thomas, John F. Kennedy, Aldous Huxley en T.S. Eliot.
Het werk ging in première onder leiding van Koussevitzky zelf in oktober 1943. Stravinsky noemde de uitvoering “catastrofaal” omdat de trompettist zijn partij in C las in plaats van in bes, en omdat door een fout van de kopiist twee aparte notenbalken waren samengevoegd, wat tot een onverwachte kakofonie leidde.

## Ballet
Lorca Massine schreef een choreografie op Stravinksy's muziek. De première vond plaats op 23 juni 1972, als onderdeel van het Stravinsky Festival van het New York City Ballet in het New York State Theater in het Lincoln Center. De bezetting bestond uit Colleen Neary, Christine Redpath, Robert Maiorano en Earle Sieveling.